# Дело Дариуша Ратайчака
Дело Дариуша Ратайчака — судебный процесс и общественный скандал, вызванный публикацией в 1999 году книги польского историка Дариуша Ратайчака «Опасные темы» (польск. «Tematy niebezpieczne»), содержавшей тезисы, отрицающие Холокост. Этот случай стал первым в Польше такого масштаба, когда ревизионист был привлечён к ответственности по закону, запрещающему отрицание нацистских преступлений, и вызвал широкую дискуссию о границах свободы слова, ответственности «отрицателей» и механизмах исторической памяти в посткоммунистическом обществе.
Издание, в котором Ратайчак подвергал сомнению использование газовых камер в нацистских лагерях и занижал число жертв Холокоста, вызвало общественный резонанс. Несмотря на обвинительный приговор, суд ограничился условным наказанием, сославшись на «незначительный общественный вред». Дело раскололо общество: часть СМИ и академических кругов осудили автора, в то время как ультраправые и некоторые консервативные издания поддержали его как «жертву цензуры».

## Ход дела

### Публикация книги и реакция общества
На волне расцвета идей «отрицателей» Холокоста в Польше, в марте 1999 года вышла первая ревизионистская книга польского университетского историка, преподавателя университета в Ополе, кандидата наук Дариуша Ратайчака из крайне правой «Национальной партии» (SN). Его книга под названием «Опасные темы» («Tematy niebezpieczne») была полна антисемитских теорий, например, утверждения о том, что немецкая нацистская элита состояла из евреев. Шестая глава книги была посвящена отрицанию Холокоста. Он называл слова «очевидцев» Холокоста «бесполезными», и охарактеризовал писателей о Холокосте как «последователей религии Холокоста», которые навязывают другим «ложный образ прошлого». Он также пренебрежительно отозвался о 6 миллионах евреев, погибших в Холокосте, и сократил их число до 3 миллионов. В том году было выпущено 350 экземпляров.
Мы можем без сомнений утверждать, что «Циклон Б» использовался в лагерях для дезинфекции, а не для убийства людей (значит, знаменитый «отбор в газовые камеры» был простым разделением вновь прибывших по возрасту, полу и состоянию здоровья); душ в лагере служил для мытья, а не являлся местом убийств; рассказы выживших узников о том, что они видели, как людей травят газом, не имеют ценности (...). Окончательный вывод напрашивается сам: в лагерях люди умирали в основном от болезней, вызванных недоеданием, плохими санитарными условиями, каторжным трудом, а тела сжигали в крематориях, чтобы предотвратить эпидемии.Дариуш Ратайчак, «Опасные темы»
После публикации новости в «Газете», раскрывшей содержание книги, музей Освенцима получил экземпляр произведения Ратайчака и проинформировал об этом председателя Комиссии по исследованию преступлений против польского народа профессора Витольда Кулешу, который, в свою очередь, проинформировал прокуратуру. Закон об Институте национальной памяти был принят в 1997 году и включает положение против тех, кто отрицает преступления против человечности, совершённые нацистами и сталинскими коммунистами на территории Польши. Профессор Кулеша, который был ведущим сторонником этого правового положения, признал, что он никогда не ожидал, что закон против отрицания Холокоста может быть использован против польского автора. Закон предусматривает штраф или тюремное заключение сроком до трёх лет за распространение отрицания преступлений нацизма или коммунизма. В мае прокурор Лидия Серадская направляет в окружной суд обвинительное заключение.
Центр мониторинга свободы печати SDP заявлял, что дело необоснованно приобретает судебный характер, поскольку роль права — не бороться с ложью и глупостью: «Ратайчак заслуживает осуждения, а ещё лучше — игнорирования общественностью. С такими высказываниями должно бороться не уголовное право, а само общество в свободной публичной дискуссии».
В декабре 1999 года окружной опольский суд прекратил дело на основании «незначительной степени социального вреда действия». Приговор вызвал резонанс. В общенациональном опросе, проведённом политическим еженедельником Wprost, 84 % заявили, что не согласны с решением суда. Две основные либеральные газеты — «Gazeta Wyborcza» и «Rzeczpospolita» — заявили, что Ратайчака не следует преследовать во имя «свободы слова».

### Поддержка и оппозиция
Ратайчака сопровождали в суде антисемитский активист Казимеж Свитонь и Лешек Бубель — бизнесмен-печатник антисемитских книг. Последний заработал на огласке этого дела, выпустив карманное издание книги, широко распространяемое «Рухом». Всего через несколько дней после приговора Ратайчак стал приглашённой звездой политического митинга, организованного SN.
Вскоре Ратайчак познакомился с влиятельными сторонниками. Профессор Рышард Бендер неоднократно защищал Ратайчака в регулярной колонке, публикуемой в Głos, — радикальном правом еженедельнике, редактором которого является Антоний Мацеревич, бывший министр внутренних дел и член консервативной AWS. Бендер — профессор истории Люблинского католического университета. Он был депутатом коммунистического парламента в 1980-х годах, но после 1989 года перешёл на сторону правых.
13 января 2000 года Ратайчак, Бендер и независимый историк польской церкви индийского происхождения Петер Райна, живущий в Берлине, приняли приглашнеие от Тадеуша Рыдзика на участие в передаче на «Радио Мария», — католической радиостанции с массовой аудиторией, которая отличалась резкой ксенофобией. В ходе почти трёхчасовой программы они настаивали на том, что аргументы исторических ревизионистов следует воспринимать всерьез, и обещали защищать «свободу научной дискуссии». Они обвинили «еврейское лобби» в преследовании опольского учёного. Бендер утверждал, что Освенцим — это не лагерь смерти, а трудовой лагерь, а Райна поддерживал Даришуа словами, что «Польша должна гордиться такими историками, как Ратайчак». Это оказалось трудно принять даже слушателям «Радио Мария», привыкшим к антисемитской пропаганде: значительная часть аудитории радиостанции — пожилые люди, пережившие Вторую мировую войну. Многие звонившие возражали против взглядов, выраженных в программе. Но были и те, кто призывал поддержать трёх пропагандистов.
После трансляции руководство Люблинского католического университета начало дисциплинарное производство против Бендера. Учёный совет университета выступил со специальным заявлением, дистанцируясь от отрицания Холокоста и в то же время предостерегаясь от «расистских молодёжных группировок», действующих среди студентов. Юзеф Жициньский, архиепископ Люблинский, публично осудил взгляды, высказанные на «Радио Мария». Бендер в свою защиту сказал, что некоторые из его родственников погибли в Освенциме. Он представил себя борцом за академическую свободу слова.
Бендера поддержал правый еженедельник «Мысль Польши» и Najwyzszy Czas!. Первый опубликовал открытое письмо группы правых учёных в защиту «выдающегося историка». Среди тех, кто подписал письмо, был Анджей Щесняк, автор многочисленных школьных учебников по истории, которого самого критиковали за то, что он насаждает тонкий антисемитизм и ксенофобию среди молодёжи. В 2000 году опольский университет уволил Ратайчака, запретив работать преподавателем три года, но почти сразу же ему предложил новую работу профессор Марек Гжелёвский, руководитель частной Высшей школы журналистики в Варшаве; по другой версии — он устроился ночным охранником в оптовом магазине алкоголя.

### Второй процесс
В декабре 2001 года начался второй суд над Ратайчаком. Прокуратура потребовала для Ратайчака десять месяцев ограничения свободы, а также передачи 25 % дохода в пользу музея в Освенциме. Дариуш считал себя невиновным и утверждал, что он изложил взгляды ревизионистов Холокоста без комментариев автора. Однако суд Ополе установил, что социальный вред этого деяния был минимальным, поскольку в академическом книжном магазине было всего пять экземпляров книги, из которых было продано только два. Коллегия из трёх ограничилась условным наказанием на год по причине незначительного вреда: из 5-ти экземпляров книги в университетском магазине было продано всего 2; но если за это время Ратайчак ещё раз будет отрицать Холокост, его снова привлекут к суду. Он должен был выплатить детскому дому в Тарнуве-Опольском 300 злотых, а также покрыть судебные издержки — 82 злотых. При вынесении приговора суд также учёл тот факт, что обвиняемый не имел судимостей и имел хорошую репутацию по месту жительства и на работе. «Суд не сомневается в виновности подсудимого», — заявил судья. — «Во введении [к книге Ратайчака] встречаются формулировки, указывающие на его личную оценку. Он сам пишет: „Я осознаю, что высказываю крайние, провокационные мнения, которые могут вызвать общественный протест. Все дело в крепких нервах и чувстве юмора“. Также он заявляет, что хочет „донести несколько горьких истин до своих старших братьев“».
После серии апелляций в том же году, в которых Дариуш требовал полного оправдания, а прокурор — тюремного срока, суд оставил первоначальный вердикт в силе.

### Книги
- Stephen E. Atkins. Holocaust denial as an international movement (англ.). — ABC-CLIO, 2009. — 320 p. — ISBN 978-0-313-34538-8.
- Rafal Pankowski. From Lunatic FRINGE To ACADEMIA: Holocaust DENIAL IN POLAND // Holocaust Denial: The David Irving trial and international revisionism (англ.) / Kate Taylor. — London: Searchlight Educational Trust, 2000. — 100 p. — ISBN 0-9522038-5-5.
- Michael Shafir. Denying the Shoah in Post-Communist Eastern Europe (англ.) // Holocaust Denial. The Politics of Perfidy  / Edited by Robert Solomon Wistrich. — The Hebrew University Magnes Press, De Gruyter, 2012. — P. 27—66. — ISBN 978-3-11-028814-8. — doi:10.1515/9783110288216.27.

### Статьи
- Энциклопедия Холокоста — Отрицание Холокоста: Хронология : сайт. — Мемориальный музей Холокоста, 2021.
- Dorota Wodecka-Lasota. Kłamca nie ma już siły (пол.) // Wyborca : сайт. — 2007.
- Maciej T. Nowak. Auschwitz — Winny kłamstwa oświęcimskiego (пол.) // Auschwitz : сайт. — 2001.
- Agnieszka Rybak. Rzeczpospolita — Historia doktora Ratajczaka (пол.) // Rzeczpospolita : сайт. — 2010.